# Шпехтензе
Шпехтензе (нем. Spechtensee) — озеро у южного подножья Мёртвых Гор в Австрии близ коммуны Пюрг-Траутенфельс. Имеет длину 250 и ширину 150 м, площадь поверхности — около 3 га, максимальная глубина, по разным данным, 8 или 11 м. Из озера вытекает ручей Вёршахкламм (нем. Wörschachklamm), который впадает в реку Энс.
В озере водятся американский сигнальный рак и кумжа.
На берегу озера располагается туристическая хижина, принадлежащая Австрийскому туристическому клубу.